# APUS Launcher
APUS Launcher — лаунчер, разработанный компанией APUS Group. Приложение было опубликовано в Google Play 2-го Июля 2014 года доступна пользователям устройств на Android платформе. По словам Тао Ли, основателя и Генерального директора APUS Group, приложение было разработано, чтобы решить ряд общих проблем в Операционной Системе Android, например, медленная работа, сложность в управлении и кастомизации интерфейса и т.д. В марте 2015, APUS Group была названа 5-м разработчиком в мире по версии App Annie. Согласно данным APUS Group, пользовательская база APUS Launcher составляет более 250 миллионов пользователей по всему миру.

## Наименование
Название APUS — сокращение от «APUS Perfect User System» (Идеальная пользовательская система) и произошло от названия семейство птиц отряда стрижеобразные.

## Основные функции
APUS Boost: Может очищать память устройства (RAM) путём закрытия неиспользуемых приложений, работающих в фоновом режиме. Согласно APUS Group, это самая популярная функция в APUS Launcher.
APUS Know: сервис от APUS, предоставляющий пользователям полезную информацию, такую как погода, трафик дорожного движения, и т.д.
APUS Headlines: Горячие новости. Особенностью данной функции является то, что пользователи могут настроить категории новостей согласно своим предпочтениям.
APUS Discovery: Система радара, которая помогает пользователям найти популярные приложения.
APUS Персонализация: Набор тем и обоев, созданных дизайнерами APUS, а также пользователями данной Системы.
"Умные" папки: Функция APUS Launcher, которая автоматически сортирует приложения пользователей и распределяет их по папкам согласно категориям, чтобы пользователю было удобнее их найти.
Заряд+: Мониторинг использования батареи.
Непрочитанные сообщения: Подсчет непрочитанные сообщений и отображение их количества на значке приложения для текстовых сообщений, звонков, Facebook, WhatsApp, Wechat, и др. (требуется поддержка APUS Message Center).